# Anthony Spilotro
 (octobre 2010).
Si vous disposez d'ouvrages ou d'articles de référence ou si vous connaissez des sites web de qualité traitant du thème abordé ici, merci de compléter l'article en donnant les références utiles à sa vérifiabilité et en les liant à la section « Notes et références ».
Anthony John Spilotro (né le 19 mai 1938 à Chicago dans l'Illinois et mort le 14 juin 1986 à Enos dans l'Indiana), est un mafieux italo-américain des années 1970 et des années 1980. Spilotro était surnommé « la fourmi » ou « Tony le dur » par la presse puis par le FBI. Son rôle au sein de l'Outfit de Chicago était principalement de surveiller et protéger les casinos illégaux de Las Vegas.

## Jeunesse
Anthony John Spilotro, quatrième d'une famille de six enfants (Vincent, Victor, Patrick, Johnny et Michael), est né et a grandi à Chicago. Il a été à l'école primaire de Burbank en banlieue de Chicago et est rentré au lycée Steinmetz High School en 1953. Ses parents Pasquale Spilotro (originaire de la région des Pouilles, arrivé à Ellis Island en 1914) et Antoinette Spilotro dirigeaient un restaurant, Chez Patsy, à l'angle des Avenues Grand et Ogden, adoré pour ses boulettes de viande maison qui attiraient des membres de la Mafia comme Paul Ricca surnommé « le serveur », Sam Giancana, Tony Accardo et Gussie Alex qui utilisaient le parking du restaurant comme point de rendez-vous pour leurs petites affaires.

## Spilotro et Rosenthal
Le bookmaker Frank Rosenthal, surnommé « Frank le gaucher », était très lié à Spilotro depuis de nombreuses années. En 1962, Spilotro plaide coupable dans une affaire de corruption avec un basketteur de l'équipe de l'Université de New York, dans un match qui opposait son équipe à celle d'une équipe universitaire de Virginie. Le FBI et les autorités de New York ont aussi soupçonné Spilotro de corruption auprès de l'équipe de football de l'Université d'Oregon, mais sans pouvoir en faire la preuve. Spilotro fut plusieurs fois inquiété dans des affaires de matchs truqués, corruption de joueurs et parties de poker illégales et truquées.
Vincent Inserro lui prête un appui amical et le présente à l'Outfit de Chicago. Spilotro rejoint l'équipe de Sam DeStefano.
En 1963, Spilotro serre la tête de Billy McCarthy dans un étau industriel pour obtenir la confession de celui-ci sur le nom de son complice. Billy McCarthy et son complice Jimmy Miraglia avaient quelques jours auparavant tué les frères Scalvo sans autorisation de la Mafia. Spilotro devient un des « garants professionnels » d'Irwin Weigner.

## Las Vegas
En 1971, Spilotro se rend à Las Vegas, où son ami d'enfance Frank Rosenthal dirige plusieurs casinos. Spilotro et Rosenthal travaillent ensemble pour détourner les profits des casinos ; Spilotro est responsable des membres du personnel impliqués dans le détournement de fonds. Sa tâche se complique lorsqu'il est placé sur la liste noire des personnes interdites de casino par une commission du Nevada en décembre 1979, ce qui lui interdit officiellement l'entrée de n'importe quel casino de l'État. À Las Vegas, Spilotro ne laisse pas tomber les plans qui marchaient bien à Chicago et continue d'organiser entre autres des parties de poker truquées en compagnie d'Anthony Pilinetta venu à Las Vegas pour diriger la sécurité aux tables de jeux des casinos tenus par Frank Rosenthal. Vers 1976, Spilotro ouvre avec son frère une bijouterie, « La ruée vers l'or ».

## Son gang
En 1979, Spilotro forme un gang de cambrioleurs (The Hole in the Wall Gang) avec son frère Michael Spilotro et Bilzstein. L'équipe compte environ huit associés et gagne en notoriété grâce à son talent pour le forage des murs et des plafonds extérieurs des bâtiments qu'elle cambriole. Les membres du gang sont Samuel Cusumano, Joseph Cucumano, Ernie Davino, Larry Fou, Salvaltore Romano, Leo Guardino, Frank Cullotta, et l'ancien détective de Las Vegas Joseph Blasko. Ce dernier, mort d'une crise cardiaque en 2002, avait un rôle de surveillance et a plus tard travaillé comme barman au strip club Crazy Horse Too.
Lors du perçage du toit d'une bijouterie le 4 juillet 1981, six membres du gang de Spilotro sont arrêtés et accusés de tentative de vol qualifié, des outils de cambriolage ayant été retrouvés. Ils sont placés en détention. À ce moment, les relations entre Spilotro et Rosenthal se dissolvent peu à peu du fait de la relation que le premier entretient avec la femme du second, « Geraldine Mcgee » Rosenthal. Cullotta témoigne contre Spilotro mais son témoignage ne suffit pas et Spilotro est acquitté.

## Informateur
Le FBI réussit à convaincre Charles "Chuckie" Crimaldi, un ancien associé de Sam DeStefano pendant les années 1950 et 1960, de témoigner contre Sam DeStefano et Anthony Spilotro dans le cadre du meurtre de Leo Foreman, un usurier tué le 19 novembre 1963. DeStefano et Spilotro sont acquittés. Crimaldi fournit aussi des informations sur le meurtre de William Jackson, un autre usurier qui avait travaillé pour DeStefano. Ce dernier soupçonnait Jackson de vouloir parler avec le FBI en échange d'un allègement de peine. L'agent du FBI Roemer a nié que Jackson ait parlé au FBI. En 1961, Spilotro aurait laissé Jackson pour mort dans une usine d'abattage.
Plus tard, Sal Romano, un membre du Hole in the Wall Gang spécialisé dans la mise hors service des systèmes d'alarmes devient informateur gouvernemental. C'est de cette façon que les agents fédéraux et la police sont au courant du casse de la bijouterie le 4 juillet 1981.
L'ami d'enfance de Spilotro, Frank Cullotta, a déclaré que pendant plusieurs années il avait effectué le « travail musclé » et assuré la défense de Spilotro y compris lors des meurtres de Billy McCarty et James Miraglia ("M&M") commandités par la mafia de Chicago. Après son arrestation pour le casse de la bijouterie de la Bertha, il devient lui aussi indicateur pour sauver sa vie - il pensait que Spilotro voulait le tuer. En novembre 1981, Cullotta est arrêté pour un précédent cambriolage ; les meubles volés lors de ce cambriolage sont retrouvés dans sa maison. Cullotta a aussi admis que Spilotro lui avait ordonné de tuer un membre de la mafia de Las Vegas, Jerry Lisner.
Les autorités ont aussi découvert que Spilotro avait ordonné à Lawrence Neumann (« Larry le Fou ») d'assassiner Frank Cullotta. Cullotta a déclaré être lui-même un tueur et a fourni des informations sur les meurtres de M&M. Neumann a essayé de payer la caution de Cullotta pour pouvoir le faire sortir et l'assassiner, mais la police a refusé le paiement de la caution pour protéger Cullotta. Cullotta a été condamné à huit ans d'emprisonnement pour les charges retenues contre lui. En septembre 1983, Spilotro a été inculpé à Las Vegas pour meurtres et racket d'après le témoignage de Cullotta mais les charges n'ont pas été retenues.
Cullotta a témoigné devant la commission sur le crime organisé et le gouverneur de Floride et est apparu à une audience de Josepf Lanbardo. Cullotta a travaillé plus tard comme conseiller du film Casino et a joué dans des séries télévisées.

## Mort brutale
En janvier 1986, une réunion rassemble la plupart des grands caïds, y compris Tony Accardo. Ils avaient nommé Joseph Ferriola comme nouveau chef, Tony Accardo restant en tant que consigliere et Gus Alex s'occupant de la communication. Ils ont ensuite abordé leur premier problème : Spilotro. Rocco Infelice a déclaré « Hit him » (Tuons-le), approuvé par l'ensemble des hommes présents à la réunion. Joe Ferriolla donna son accord et la réunion se termina.
On peut penser qu'Anthony Spilotro et son frère Michael ont été appelés par Samuel Carlisi et convoqués à une réunion dans un pavillon de chasse appartenant au boss de l'Outfit, Joey Aiuppa. Le 14 juin 1986, Les Spilotro sont battus brutalement et enterrés vivants dans un champ de maïs à Enos dans l'Indiana. Ils ont été identifiés par leur frère cadet Pasquale et grâce à leurs radios dentaires.
Selon le témoignage de Nicholas Calabrese devant la cour, lorsqu'Anthony Spilotro s'est rendu compte de ce qui était sur le point d'arriver, il a demandé à faire une prière. Leurs corps sont découverts le 22 juin 1986. Une autopsie a été effectuée sur le corps des deux frères et on a retrouvé du sable dans leurs poumons, ce qui accrédite la version selon laquelle ils ont été enterrés vivants et non tués dans un sous-sol puis enterrés dans une tombe. Aucune arrestation n'a eu lieu jusqu'au 25 avril 2005, quand 14 personnes de l'Outfit de Chicago ont été arrêtées, y compris James Marcello.
Ils ont été accusés de 18 meurtres dont celui de Spilotro et de son frère. Les meurtriers soupçonnés, dont Albert Tocco - contre qui sa femme Betty avait témoigné - ont été condamnés à 200 ans de prison. Betty a déclaré que son mari l'avait appelée pour venir le chercher à un kilomètre de la route où ont été retrouvés les corps des deux Spilotro. Elle a dit qu'il était en bleu de travail et que ce dernier était sale. Elle a aussi impliqué Nicky Guzzino, Dominic "Tootsie" Palermo et Albert Rovero dans ces meurtres. Tocco est mort à l'âge de 77 ans dans une prison de l'Indiana le 21 septembre 2005.
Un autre suspect était Frank Schweihs. Soupçonné de plusieurs meurtres dont celui de Spilotro, il fut arrêté le 22 décembre 2005 par le FBI. Il était à l'époque fugitif et vivait dans un appartement dans le Kentucky. Il s'était enfui avec 13 autres membres, dont James Marcello, avant que le procureur ne l'arrête. Avant sa mort le 23 juillet 2008 des suites d'un cancer, il était soupçonné d'au moins 23 meurtres. Il devait passer en procès en octobre de la même année. Sa fille Nora Schweihs joue en 2012 dans une série télévisée intitulée Wives Mob Chicago que l'on peut traduire par " Femmes de gangsters de Chicago".
Spilotro est peut-être impliqué dans la tentative de meurtre à la voiture piégée de Frank Rosenthal le 4 octobre 1982 et dans les meurtres de certains membres de la mafia de Chicago.

## Cinéma
Le film Casino de Martin Scorsese, sorti en 1995, est basé sur la vie de Spilotro et Rosenthal. Le personnage de Spilotro (renommé « Nicky Santoro » dans le film) est joué par Joe Pesci. Le film parle des casinos contrôlés par la mafia, de l'ascension et de la chute des deux hommes.